# Sulphur Springs (Teksas)
Sulphur Springs je grad u američkoj saveznoj državi Teksas. Prema popisu stanovništva iz 2010. u njemu je živjelo 15.449 stanovnika.